# Długi tydzień w Parkman (film)
Długi tydzień w Parkman (ang. Some Came Running) – amerykański dramat obyczajowy z 1958 roku w reżyserii Vincente Minnellego, zrealizowany na podstawie powieści Jamesa Jonesa pod tym samym tytułem.

## Obsada
- Frank Sinatra – Dave Hirsh
- Dean Martin – Bama Dillert (hazardzista)
- Shirley MacLaine – Ginnie Moorehead
- Martha Hyer – Gwen French (nauczycielka)
- Arthur Kennedy – Frank Hirsh
- Nancy Gates – Edith Barclay (sekretarka Hirsha)
- Leora Dana – Agnes Hirsh
- Betty Lou Keim – Dawn Hirsh
- Larry Gates – Prof. Robert Haven French